# Chemillé-sur-Indrois
Chemillé-sur-Indrois település Franciaországban, Indre-et-Loire megyében. Lakosainak száma 230 fő (2022. január 1.). Chemillé-sur-Indrois Beaumont-Village, Genillé, Loché-sur-Indrois, Montrésor, Sennevières és Villeloin-Coulangé községekkel határos.

## Népesség
A település népességének változása:
| Lakosok száma | 339  | 250  | 207  | 213  | 212  | 209  | 222  | 230  | 232  | 230  |
|               | 1968 | 1982 | 1990 | 2006 | 2013 | 2015 | 2017 | 2019 | 2020 | 2022 |